# Easy Come, Easy Go (альбом Марианны Фейтфулл)
| Оценки критиков  | Оценки критиков |
| Источник         | Оценка          |
| ---------------- | --------------- |
| Robert Christgau | (A)             |
| Gigwise.com      | [ 2 ]           |
| Pitchfork Media  | (7.5/10)        |
| The Guardian     | [ 4 ]           |
| BBC              | Positive        |

Easy Come, Easy Go — студийный альбом кавер-версий английской певицы-автора песен Марианны Фейтфулл, который был выпущен в Евросоюзе 10 ноября 2008 года. Альбом спродюсирован Хэлом Уиллнером и включает в себя участие различных приглашённых музыкантов. Он был выпущен как в виде стандартного 10-трекового CD, так и в виде специального 18-трекового издания с документальным DVD Анны Роарт под художественным руководством Жана-Батиста Мондино, в котором Фейтфулл и Уилнер комментируют выбор песен. Также доступно коллекционное 2-дисковое виниловое издание. Альбом был записан с помощью Pro Tools в Нью-Йорке в студии Sear Sound.

## Релиз
Релиз альбома Naive в ЕС состоялся 10 ноября 2008 года.
На данный момент альбом достиг пика на отметке № 100 в UK Albums Chart, как сообщается на сайте The Official UK Chart Company 23 марта 2009 года, и стал её первым альбомом, попавшим в американский чарт Billboard 200 с 1990 года. Альбом достиг пика на 23 позиции в австралийском чарте Top 50 Jazz & Blues Album Year End Chart.
В 2014 году альбом получил золотую сертификацию от Ассоциации независимых музыкальных компаний, что свидетельствует о продажах не менее 75 000 копий по всей Европе.

## Список композиций
Диск 1:
1. «Down from Dover[англ.]» (оригинальный исполнитель Долли Партон)
2. «Hold On, Hold On», с Cat Power (оригинальный исполнитель Нико Кейс)
3. «Solitude[англ.]» (оригинальный исполнитель Дюк Эллингтон и Эдди Деландж[англ.])
4. «The Crane Wife 3», с Ником Кейвом (оригинальный исполнитель The Decemberists)
5. «Easy Come, Easy Go» (оригинальный исполнитель Бесси Смит)
6. «Children of Stone», с Руфусом Уэйнрайтом (оригинальный исполнитель Espers[англ.])
7. «How Many Worlds», с Эдди Томпсоном[англ.] (оригинальный исполнитель Брайан Ино)
8. «In Germany Before the War» (оригинальный исполнитель Рэнди Ньюман)
9. «Ooh Baby Baby», с Энтони Хэгарти (оригинальный исполнитель Смоки Робинсон)
10. «Sing Me Back Home», с Китом Ричардсом (оригинальный исполнитель Мерл Хаггард)

Диск 2:
1. «Salvation», с Шоном Ленноном (оригинальный исполнитель Black Rebel Motorcycle Club)
2. «Black Coffee» (оригинальный исполнитель Сара Воан)
3. «The Phoenix», с Kate & Anna McGarrigle (оригинальный исполнитель Джуди Силл)
4. «Dear God Please Help Me» (оригинальный исполнитель Моррисси)
5. «Kimbie» (оригинальный исполнитель Джексон Си Фрэнк)
6. «Many a Mile to Freedom», with Jenni Muldaur (оригинальный исполнитель Traffic)
7. «Somewhere (A Place for Us)», с Джарвисом Кокером (оригинальный исполнитель Леонард Бернстайн и Стивен Сондхайм)
8. «Flandyke Shore», with Kate & Anna McGarrigle (традиционная, также исполнена Ником Джонсом[англ.])

## Участники записи
- Продюсер — Хэл Уиллнер[11]

Музыканты:
- Барри Рейнольдс[англ.]
- Грэг Коэн[англ.]
- Марк Рибо
- Джим Уайт[англ.]
- Роб Бёргер

Фотография обложки и арт-директорство:
- Жан-Батист Мондино[11]